# Albalat dels Tarongers
Albalat dels Tarongers település Spanyolországban, Valencia tartományban. Albalat dels Tarongers Estivella, Gilet, Valencia, Sagunt, Segart, Náquera és El Puig községekkel határos. Lakosainak száma 1516 fő (2024).

## Népesség
A település lakosságának változását az alábbi diagram mutatja:
| Lakosok száma | 737  | 799  | 1070 | 1113 | 1149 | 1163 | 1169 | 1232 | 1368 | 1516 |
|               | 2001 | 2004 | 2007 | 2009 | 2012 | 2014 | 2017 | 2019 | 2022 | 2024 |